# Serica panda
Serica panda är en skalbaggsart som beskrevs av Dawson 1952. Serica panda ingår i släktet Serica och familjen Melolonthidae. Inga underarter finns listade i Catalogue of Life.